# Taça de Portugal de Futsal de 2013–14
A edição da Taça de Portugal de Futsal referente à época de 2013/2014 decorreu entre 26 de Outubro de 2013 - 1ª Eliminatória - e 4 de Maio de 2014, data em que se disputou a final a qual teve lugar no Pavilhão Dr. Salvador Machado, Oliveira de Azeméis.

## Taça de Portugal de Futsal 2013/2014

### Final
| Final                  | Final        |
| ---------------------- | ------------ |
| SL Benfica – AD Fundão | 6 – 7 (a.p.) |

### Meias-Finais
| SL Benfica - Arsenal Parada | 5 – 0 |  | Modicus - AD Fundão | 1 – 2 |

### Quartos-de-Final
| Quartos-de-Final               | Quartos-de-Final | Quartos-de-Final | Quartos-de-Final                   | Quartos-de-Final |
| ------------------------------ | ---------------- | ---------------- | ---------------------------------- | ---------------- |
| SC Braga - SL Benfica          | 1 – 2            |                  | Cascais - Modicus                  | 1 – 2            |
| Unidos Pinheirense - AD Fundão | 2 – 3            |                  | Arsenal Parada - Leões Porto Salvo | 5 – 3            |

### Oitavos-de-Final
| Oitavos-de-Final               | Oitavos-de-Final | Oitavos-de-Final | Oitavos-de-Final               | Oitavos-de-Final |
| ------------------------------ | ---------------- | ---------------- | ------------------------------ | ---------------- |
| Gualtar - Cascais              | 0 – 1            |                  | Portela - AD Fundão            | 4 – 6            |
| AMSAC - SL Benfica             | 1 – 5            |                  | Igreja Velha - Arsenal Parada  | 2 – 3            |
| Burinhosa - Unidos Pinheirense | 3 – 4            |                  | Leões Porto Salvo - Belenenses | 4 – 2            |
| Feirense - Modicus             | 1 – 3            |                  | ACR Vale de Cambra - SC Braga  | 2 – 4            |

### 32 avos de final
| 32 avos de final                  | 32 avos de final   | 32 avos de final | 32 avos de final               | 32 avos de final   |
| --------------------------------- | ------------------ | ---------------- | ------------------------------ | ------------------ |
| Igreja Velha - SL Olivais         | 4 – 2              |                  | Portela - Vila Verde           | 6 – 4              |
| Fabril Barreiro - Cascais         | 4 – 4 (5 – 6) g.p. |                  | AMSAC - GDR Lameirinhas        | 6 – 2              |
| Rio Ave - SC Braga                | 2 – 5              |                  | Os Vinhais - Leões Porto Salvo | 5 – 8 (a.p.)       |
| Quiaios - ACR Vale de Cambra      | 3 – 4 (a.p.)       |                  | Loures - SL Benfica            | 2 – 3              |
| Burinhosa - Póvoa Futsal          | 5 – 3              |                  | Sporting CP - AD Fundão        | 4 – 4 (1 – 3) g.p. |
| Gualtar - Fonsecas e Calçada      | 4 – 0              |                  | Arsenal Parada - AJAB Tabuaço  | 5 – 4              |
| Unidos Pinheirense - Académica-SF | 6 – 2              |                  | Leceia - Feirense              | 4 – 5              |
| Modicus - Boavista                | 1 – 0              |                  | Montes Alvorense - Belenenses  | 1 – 5              |

### 3ª Eliminatória
| 3ª Eliminatória                        | 3ª Eliminatória | 3ª Eliminatória | 3ª Eliminatória                     | 3ª Eliminatória |
| -------------------------------------- | --------------- | --------------- | ----------------------------------- | --------------- |
| Montes Alvorense - Juventude Fiães     | 7 – 6           |                 | Os Indefectíveis - Portela          | 4 – 6           |
| GDR Lameirinhas - CRECOR               | 4 – 1           |                 | SA Almodovarense - Quiaios          | 5 – 7           |
| Carrazedo Montenegro - Burinhosa       | 2 – 7           |                 | Igreja Velha - Lamas Futsal         | 3 – 2           |
| Associação Soujovem - AMSAC            | 1 – 5           |                 | Lobitos Futsal - ACR Vale de Cambra | 7 – 8           |
| Contacto - Arsenal Parada              | 2 – 5           |                 | Fonsecas e Calçada - Operário       | 5 – 3           |
| Leceia - AR Amarense                   | 3 – 2           |                 | UDR Quinta do Conde - AJAB Tabuaço  | 4 – 5           |
| Unidos Pinheirense - Quinta dos Lombos | 9 – 3           |                 | GR Vilaverdense - Fabril Barreiro   | 2 – 7           |
| Lavradas - Os Vinhais                  | 1 – 5           |                 | Albufeira Futsal - Loures           | 5 – 6           |
| Feirense - Freixieiro                  | 3 – 2           |                 | Gualtar - Rabo Peixe                | 4 – 3           |

### 2ª Eliminatória
| 2ª Eliminatória                            | 2ª Eliminatória    | 2ª Eliminatória | 2ª Eliminatória                          | 2ª Eliminatória    |
| ------------------------------------------ | ------------------ | --------------- | ---------------------------------------- | ------------------ |
| Rabo Peixe - Mendiga                       | 5 – 5 (8 – 7) g.p. |                 | SC Sabugal - Gualtar                     | 0 – 5              |
| Valpaços Futsal - Freixieiro               | 1 – 3 (a.p.)       |                 | Contacto - Piratas de Creixomil          | 6 – 1              |
| MAL - Arsenal Parada                       | 1 – 3              |                 | AD Quinta do Conde - Os Vinhais          | 0 – 4              |
| Bairro Boa Esperança - UDR Quinta do Conde | 4 – 7              |                 | Os Patos - Burinhosa                     | 5 – 7              |
| CE Vila Franca do Campo - Operário         | 0 – 5              |                 | SA Almodovarense - Fazendense            | 7 – 3              |
| Juventude Fiães - CS São João              | 4 – 4 (4 – 3) g.p. |                 | Cohaemato - GDR Lameirinhas              | 3 – 5              |
| Leceia - Eléctrico                         | 4 – 2              |                 | Portela - SB União Alhadense             | 6 – 0              |
| GR Vilaverdense - SC Barbarense            | 7 – 3              |                 | Igreja Velha - ADCP Biscoitos            | 5 – 3              |
| MTBA - Fonsecas e Calçada                  | 5 – 7              |                 | Macedense - Lobitos Futsal               | 3 – 5              |
| ACRD Rio de Moinhos - AJAB Tabuaço         | 2 – 6              |                 | Carrazedo Montenegro - ACDSC Cabeçudense | 3 – 2              |
| Quiaios - Ervededo                         | 6 – 4              |                 | Quinta dos Lombos - Olho Marinho         | 2 – 0              |
| CRI Alhadense - Loures                     | 2 – 3 (a.p.)       |                 | UPVN - AR Amarense                       | 4 – 5 (a.p.)       |
| Sangemil - CRECOR                          | 2 – 3 (a.p.)       |                 | Achete - Fabril Barreiro                 | 2 – 5              |
| Matraquilhos FC - Os Indefectíveis         | 1 – 5              |                 | Unidos Pinheirense - Viseu 2001          | 6 – 3              |
| Lamas Futsal - GCR Vermoim                 | 3 – 0              |                 | Caxinas - Feirense                       | 4 – 9              |
| Lavradas - Gondomar FC                     | 5 – 4              |                 | Montes Alvorense - Atlético CP           | 4 – 4 (5 – 4) a.p. |
| ACR Vale de Cambra - Paredes               | 4 – 2              |                 |                                          |                    |

### 1ª Eliminatória
| 1ª Eliminatória                          | 1ª Eliminatória | 1ª Eliminatória | 1ª Eliminatória                             | 1ª Eliminatória |
| ---------------------------------------- | --------------- | --------------- | ------------------------------------------- | --------------- |
| ACD Azagães - Ervededo                   | 8 – 9           |                 | Valpaços Futsal - Desp. Aves                | 5 – 1           |
| Sp. Moncorvo - Contacto                  | 5 – 6           |                 | Associação Soujovem - Louletano             | 9 – 5 (a.p.)    |
| SB União Alhadense - ACC                 | 2 – 1           |                 | Belhó - AD Quinta do Conde                  | 3 – 5           |
| GR Vilaverdense - Alcáçovas AC           | 11 – 0          |                 | MAL - Cruzeiro Santana                      | 10 – 9          |
| São Roque do Faial - Eléctrico           | 2 – 4           |                 | Sonâmbulos - Os Patos                       | 6 – 8           |
| Os Indefectíveis - Farense               | 3 – 0           |                 | Pedreles - Macedense                        | 3 – 4           |
| Os Marienses - Fazendense                | 5 – 8           |                 | SA Almodovarense - Barbus Futsal            | 6 –1            |
| Bairro Boa Esperança - Oficinas São José | 6 – 2           |                 | CE Vila Franca do Campo - AJ Fonte Bastardo | 4 – 3           |
| ABC Nelas - Arsenal Parada               | 3 – 5           |                 | Retaxo - Olho Marinho                       | 2 – 4           |
| Refóios - SC Sabugal                     | 7 – 10          |                 | Sabacheira - UDR Quinta do Conde            | 1 – 6           |
| Igreja Velha - CRD Miratejo              | 2 – 1           |                 | Juventude Fiães - Prodeco CS Covões         | 1 – 0           |
| Matraquilhos FC - Capelense              | 7 – 3           |                 | ACRD Rio de Moinhos - Sp. Lamego            | 4 – 2           |
| Carrazedo Montenegro - Leões Valboenses  | 8 – 4           |                 | CDC Priscos - Lamas Futsal                  | 1 – 3           |
| GDC Baronia - Leceia                     | 2 – 6           |                 | Montes Alvorense - CD São Bento             | 6 – 4           |
| GCR Vermoim - CA Mogadouro               | 5 – 4 (a.p.)    |                 | MTBA - Piedense                             | 5 – 3           |
| Gondomar FC - CB Vila Pouca Aguiar       | 3 – 1           |                 | Casal Cinza - Sangemil                      | 1 – 11          |
| ADCP Biscoitos - AC Ginetes              | 5 – 2           |                 | Achete - Independentes Sines                | 6 – 5           |
| CRI Alhadense - Caldas                   | 4 – 0           |                 | GARECUS - Atlético CP                       | 2 – 6           |
| SC Barbarense - Posto Santo              | 3 – 2           |                 | Neiva - Feirense                            | 2 – 6           |
| Caxinas - GR Covense                     | 5 – 4           |                 | Lavradas - AA Leça                          | 8 – 6           |
| JD Meinedo - Quiaios                     | 2 – 5           |                 |                                             |                 |